# Аухади Марагаи
Аухад ад-Дин (или Рукн ад-Дин) ибн Хусейн Аухади́ (Авхеди) Марагаи́ (Исфахани́; 1274/1275—1337/1338) — персидский поэт-суфий. Родился в Мараге (Иранский Азербайджан), однако его отец был выходцем из Исфахана, и сам поэт провёл там бо́льшую часть жизни, поэтому известен и как Исфахани. Среди его творчества, в основном на литературном персидском языке (дари), есть также три газели на «исфахани» — диалекте Исфахана. Первоначально писал под псевдонимом Сафи, имя Аухади получил после того, как стал учеником известного суфийского шейха и поэта Аухад-ад Дина Кермани.
Диван Аухади содержит более 8000 стихов; в нём представлены почти все жанры персидской поэзии — касыда, газель, рубаи и тарджи’банд. Многие из газелей посвящены монгольскому правителю Ирана ильхану Абу Саиду (1316—1335) и его визирю Гийяс ад-Дину Рашиди, сыну Рашид ад-Дина. Из двух поэм Аухади одна, Дах-нама (1307), написана для Ваджих ад-Дина Юсуфа, внука знаменитого учёного Насир ад-Дина ат-Туси; другая, Джам-е джам («Чаша Джамшида», 1333), подражающая «Саду истины» Санаи, посвящена ильхану Абу Саиду. Название поэмы восходит к одному из сюжетов иранской мифологии — чаше легендарного царя Джамшида, в которой отражалось всё, происходящее в мире. «Чаша Джамшида», в которой отражены как мистические воззрения, так и социальные и этические проблемы, считается лучшим произведением Аухади. Поэма пользовалась значительной популярностью на родине поэта. В Мераге, где похоронен Аухади, сохранилась его гробница.

## Издания на русском языке
- Истины. Изречения персидского и таджикского народов, их поэтов и мудрецов / Перевод с фарси Наума Гребнева. Примечания Н.Османова. — СПб.: Азбука, 2005. — 256 с. — ISBN 5-352-01412-6.